# باشگاه فوتبال باته بوریسف
باشگاه فوتبال باته بوریسف (به انگلیسی: FC BATE Borisov)، (به روسی: ФК БАТЭ) یک باشگاه فوتبال در شهر باریساو در بلاروس می‌باشد که در لیگ برتر فوتبال بلاروس بازی می‌کند.
این باشگاه در سال ۱۹۶۷ تأسیس شده‌است.

## افتخارات
- لیگ برتر فوتبال بلاروس
  - قهرمان (۱۱): ۱۹۹۹, ۲۰۰۲, ۲۰۰۶, ۲۰۰۷, ۲۰۰۸, ۲۰۰۹, ۲۰۱۰, ۲۰۱۱, ۲۰۱۲, ۲۰۱۳, ۲۰۱۴
  - نایب قهرمان (۴): ۱۹۹۸, ۲۰۰۰, ۲۰۰۳, ۲۰۰۴
  - سوم: ۲۰۰۱
- جام حذفی فوتبال بلاروس
  - قهرمان (۳): ۲۰۰۶, ۲۰۱۰٬۲۰۱۴–۱۵
  - نایب قهرمان (۳): ۲۰۰۲, ۲۰۰۵, ۲۰۰۷
- سوپر جام فوتبال بلاروس
  - قهرمان (۵): ۲۰۱۰, ۲۰۱۱, ۲۰۱۳, ۲۰۱۴, ۲۰۱۵
  - نایب قهرمان: ۲۰۱۲